# 池田寅二郎

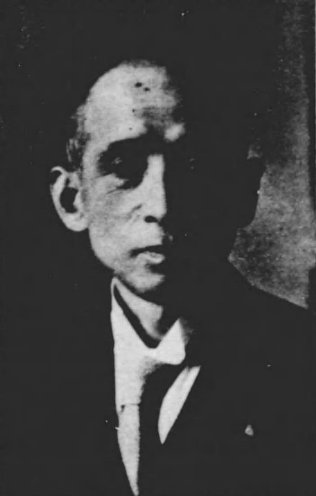
池田寅二郎

池田 寅二郎（いけだ とらじろう、1879年（明治12年）11月20日 - 1939年（昭和14年）2月9日）は、日本の判事（大審院長）、検事、司法官僚。

## 経歴
佐賀県出身。1899年第五高等学校卒業。1903年（明治36年）に東京帝国大学法科大学英法科を卒業し、司法官試補となる。1905年（明治38年）、東京地方裁判所判事となり、東京地方裁判所部長、司法省参事官、東京地方裁判所検事、大審院検事、司法省民事局長を歴任した。その間の1918年（大正7年）に法学博士号を取得している。
1928年（昭和3年）、判事として大審院部長に任命された。1936年（昭和11年）には大審院長に就任した。

## 栄典
- 1918年（大正7年）7月31日 - 正五位[7]
- 1926年（大正15年）12月15日 - 正四位[8]
- 1939年（昭和14年）2月9日 - 従二位[9]
- 1936年（昭和11年）4月15日 - 勲一等瑞宝章

## 著書
- 『信託法論』（清水書店、1909年）
- 『国民常識 民事法講話』（清水書店、1930年）
- 『仲裁と調停』（岩波書店、1932年）
- 『債権総論』（清水書店、1934年）
- 『債権各論』（清水書店、1934年）